# John B. MacChesney
John Burnette MacChesney II. (* 8. Juli 1929 in Glen Ridge, New Jersey; † 30. September 2021) war ein US-amerikanischer Chemiker und Glasfaser-Pionier.
MacChesney studierte am Bowdoin College mit dem Bachelor-Abschluss 1951, leistete Wehrdienst im Korea-Krieg und studierte danach am City College of New York und der New York University. 1959 wurde er an der Pennsylvania State University in Geochemie promoviert. Danach war er an den Bell Laboratories. Außerdem war er Adjunct Professor an der Brown University, der Rutgers University und dem Kwangju Institute of Science and Technology in Südkorea.
An den Bell Labs befasste er sich zunächst mit elektrischen und magnetischen Eigenschaften von Keramiken und Kristallen, bevor er sich um 1972 Glasfasern zuwandte. Mit P.B. O’Connor entwickelte er Modified Chemical Vapor Deposition (MCVD) zur Herstellung optischer Glasfasern. Später befasste er sich mit Erbium für die Dotierung von Glasfasern zur Herstellung optischer Verstärker. Anfang der 1980er Jahre erfand er den Sol-Gel-Prozess in der Glasfaserherstellung.
1999 erhielt er den Charles-Stark-Draper-Preis und den John Tyndall Award, 1978 den IEEE Morris N. Liebmann Memorial Award und 1989 den James C. McGroddy Prize for New Materials. Er war Mitglied der National Academy of Engineering.
Er hielt über 100 Patente.